# ラニムスチン
ラニムスチン（英語: Ranimustine、略称:MCNU） は、ニトロソウレア系のアルキル化剤の一つである。ストレプトゾトシンを基本骨格として、田辺三菱製薬により創製された。商品名は注射用サイメリン。
日本では膠芽腫、骨髄腫、悪性リンパ腫、慢性骨髄性白血病、真性赤血球増加症、本態性血小板増多症への治療の用途が認可されている。
アメリカ合衆国では、アメリカ食品医薬品局による評価中であり、市販されていない。

## 副作用
治験時の副作用発現率は44.6%であった:34。主な副作用は白血球減少、血小板減少、食欲不振、悪心・嘔吐、赤血球減少であった。
重大な副作用として骨髄抑制（白血球減少（22.2%）、血小板減少（20.6%）、貧血、汎血球減少、出血傾向）と間質性肺炎（0.10%）が知られている。そのほか、肝臓、腎臓、消化器、皮膚、その他全身症状が発現する。